# Syrrhopodon obuduensis
Syrrhopodon obuduensis är en bladmossart som beskrevs av Egunyomi och Olarinmoye 1982. Syrrhopodon obuduensis ingår i släktet Syrrhopodon och familjen Calymperaceae. Inga underarter finns listade i Catalogue of Life.